# پیشنهاد ۱ کالیفرنیا ۲۰۲۲
پیشنهاد ۱ کالیفرنیا ۲۰۲۲ (انگلیسی: 2022 California Proposition 1)، که با عنوان حق قانون اساسی برای آزادی باروری و اصلاحیه قانون اساسی سنا ۱۰ (SCA 10) نیز شناخته می‌شود، یک پیشنهاد رأی‌گیری کالیفرنیا و اصلاحیه قانون اساسی ایالتی است که در انتخابات عمومی سال ۲۰۲۲ در ۸ نوامبر به رأی گذاشته شد. تصویب با بیش از دو سوم آرا، این پیشنهاد قانون اساسی کالیفرنیا را اصلاح کرد تا صریحاً حق سقط جنین و وسایل پیشگیری از بارداری را اعطا کند، و کالیفرنیا را در میان اولین ایالت‌های کشور قرار دهد که با میشیگان و ورمونت این کار را انجام می‌دهد. تصمیم برای پیشنهاد تدوین حقوق سقط جنین در قانون اساسی ایالت در ماه مه ۲۰۲۲ با انتشار پیش نویس نظر افشا شده توسط پلیتیکو که نشان می‌داد دیوان عالی ایالات متحده آمریکا سابقه قضایی رو در برابر وید و فرزندپروری تنظیم‌شده در برابر کیسی را در پرونده دابز در برابر سازمان سلامت زنان جکسن معکوس می‌کند.
این پیشنهاد در نتیجه تلاش مشترک دموکرات‌های پیشرو کالیفرنیا: فرماندار گوین نیوسام، رئیس موقت سنا، تونی اتکینز، و رئیس مجلس آنتونی رندون، به رأی گذاشته شد. اصلاحیه قانون اساسی در سنای ایالتی کالیفرنیا با رای ۲۹ به ۸ در ۲۰ ژوئن ۲۰۲۲ و در مجلس ایالتی کالیفرنیا با ۵۸ رای موافق در برابر ۱۷ رای در ۲۷ ژوئن - به تصویب رسید. در ۱ ژوئیه، شرلی وبر، وزیر امور خارجه کالیفرنیا، به‌طور رسمی اصلاحیه را به عنوان پیشنهاد ۱ تعیین کرد، و اصلاحیه قانون اساسی پیشنهادی را به اولین اقدام مربوط به سقط جنین در کالیفرنیا از سال ۲۰۰۸، زمانی که پیشنهاد ۴ رد شد، تبدیل کرد.
نظرسنجی در مورد پیشنهاد ۱ به‌طور مداوم نشان داد که دو سوم تا سه چهارم رأی دهندگان کالیفرنیا از این پیشنهاد حمایت می‌کنند و نشان می‌دهد که معیار رأی‌گیری با اختلاف زیادی تصویب می‌شود. این رأی‌گیری اکثریت حمایت خود را از حزب دموکرات کالیفرنیا، فمینیست‌ها، سازمان‌های حرفه‌ای پزشکی، کارگری و هیئت‌های تحریریه روزنامه‌ها دریافت کرد. برخی از حامیان گفتند که این اصلاحیه قوانین موجود را مدون می‌کند و از مردم کالیفرنیا در برابر سیاست‌های محدودکننده سقط جنین محافظت می‌کند. مخالفت با پیشنهاد ۱ از طرف حزب جمهوری‌خواه کالیفرنیا، سازمان‌های مسیحی و گروه‌های ضد سقط جنین صورت گرفت. بخشی از مخالفان استدلال کردند که این رای‌گیری سقط جنین دیررس را قانونی می‌کند.

## پیش زمینه

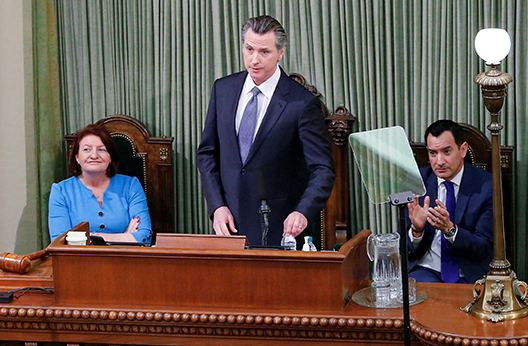
۲۰۲۰ ایالت کالیفرنیا با فرماندار گاوین نیوسام، رئیس سنا طرفدار تونی اتکینز و رئیس مجلس آنتونی رندون

### قانون سقط جنین کالیفرنیا
در اولین جلسه مجلس قانونگذاری ایالت کالیفرنیا در سال ۱۸۵۰، قانونگذار قانون جنایات و مجازات‌ها را تصویب کرد که سقط جنین را تحت هر شرایطی جز برای نجات جان یک زن جرم دانست. قانونگذار ایالتی قانون سقط جنین کالیفرنیا را در سال ۱۹۶۷ با قانون سقط درمانی که در ماه ژوئن توسط فرماندار رونالد ریگان امضا شد، اصلاح کرد که حق سقط جنین را به زنان در موارد تجاوز جنسی و زنای با محارم تا ۲۰ هفته بارداری تعمیم داد. در سال ۱۹۶۹، دادگاه عالی کالیفرنیا حکمی را در مورد People v. Belous صادر کرد که حق سقط جنین را تأیید کرد و بخش ۲۷۴ قانون مجازات کالیفرنیا را که مجازات را برای افرادی که سقط جنین را ارائه می‌کردند، عرضه می‌کردند یا اجرا می‌کردند، تعیین می‌کرد، لغو کرد. ایالت در سال ۱۹۷۲ به تصویب پیشنهاد ۱۱ رأی داد، که قانون اساسی ایالت را اصلاح کرد تا شامل حق حفظ حریم خصوصی شود. از طریق گزاره ۱۱، دادگاه عالی کالیفرنیا در کمیته دفاع از حقوق باروری علیه مایرز در سال ۱۹۸۱ حکم داد که حق حفظ حریم خصوصی طبق قانون اساسی شامل حق انتخاب سقط جنین می‌شود، که مدیکال را از محدود کردن پوشش سقط جنین بازمی‌دارد.